# Finnmarksløpet

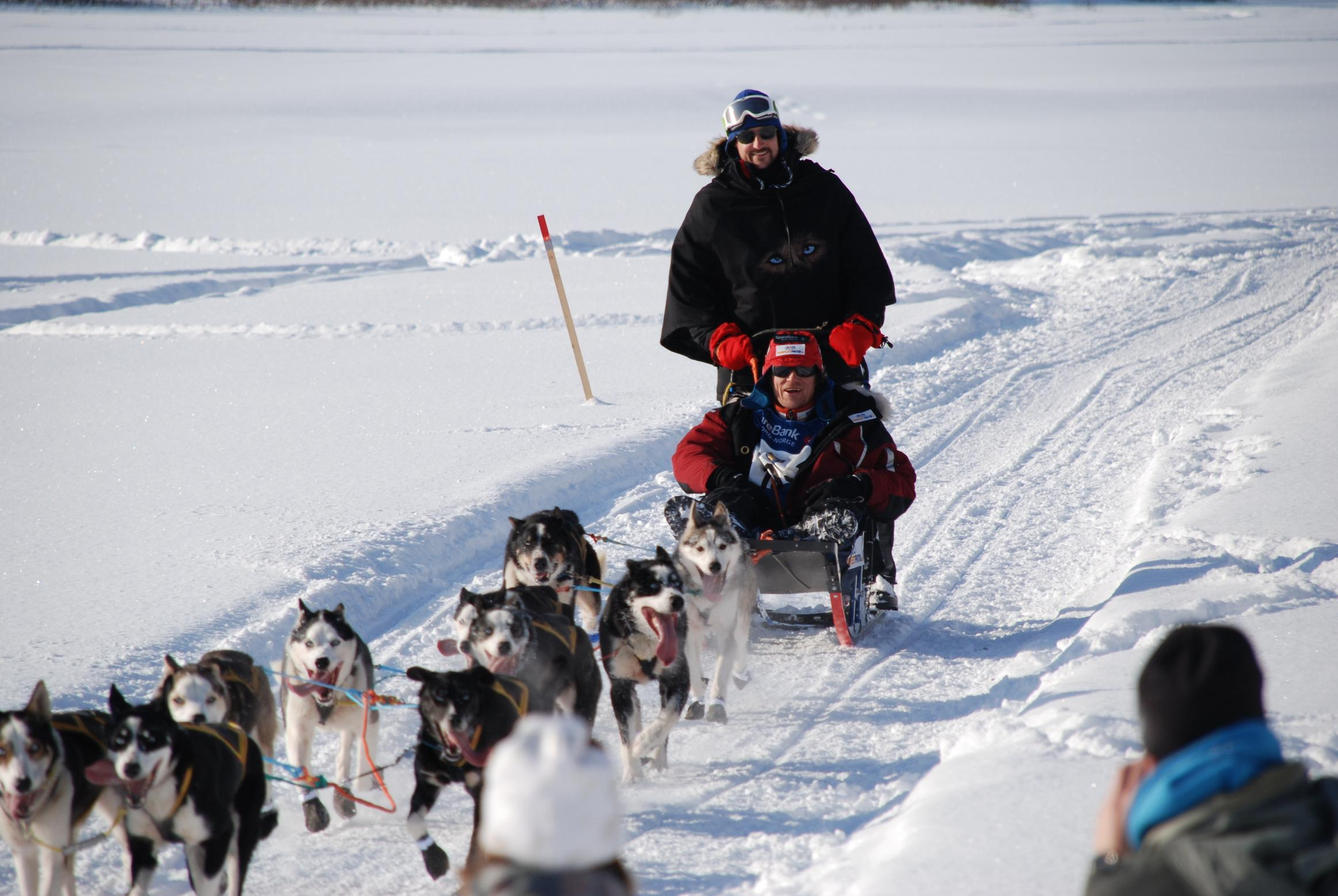
En la imagen, el Príncipe de Noruega: Haakon Magnus.

Finnmarksløpet es una carrera de trineos organizada en la provincia de Finnmark, Noruega siendo considerada la más septentrional a nivel mundial. 
La competición tiene lugar en la décima semana del año (finales de febrero y comienzos de marzo). La primera edición tuvo lugar en 1981.
La prueba se divide en dos categorías: de 500 km y 1.200 km. En la primera participan ocho perros por mushing y en la segunda catorce. En ambas, la salida y llegada es en Alta haciendo así un rodeo por la región.